# Florence d'Agde
Pour les articles homonymes, voir Sainte-Florence.
 (décembre 2023).
Si vous disposez d'ouvrages ou d'articles de référence ou si vous connaissez des sites web de qualité traitant du thème abordé ici, merci de compléter l'article en donnant les références utiles à sa vérifiabilité et en les liant à la section « Notes et références ».
Sainte Florence, chrétienne martyrisée à Agde, en Gaule narbonnaise, pendant la persécution de l'empereur Dioclétien, au début du IVe siècle, est honorée avec les saints Modeste et Tibère (Saint Tibéry, Thibéry, Thybérius).

## Son martyre
Une jeune fille dénommée Florence, témoin de la constance de Thybérius et de Modeste dans les tourments, se convertit immédiatement à la foi chrétienne et fut associée à leur martyre. 

## Toponymie
- L'étymologie de Florensac, commune française située dans le département de l'Hérault et la région Languedoc-Roussillon, n'est pas certaine : certains la font dériver du nom de la jeune martyre Florence.
- La ville Sainte-Florence, municipalité dans la municipalité régionale de comté de La Matapédia au Québec (Canada), située dans la région administrative du Bas-Saint-Laurent, porte ce nom en l'honneur de sainte Florence d'Agde.

## Reliques
L'Église Saint-Pierre de Palavas-les-Flots possède les reliques (ossements) de la martyre sainte Florence, dont on peut voir le gisant, reproduction de cire. Les reliques sont au dessus du gisant. Celui-ci se trouvant a gauche en rentrant dans l'église.  Elles ont été rapportées par Rodolphe Faulquier à bord de son Yacht la Jeanne Blanche.